# 梅氏凤仙花
梅氏凤仙花（学名：Impatiens meyana）为凤仙花科凤仙花属下的一个种。

## 扩展阅读
- 維基物種上的相關：梅氏凤仙花